# بازاریابی برونگرا
بازاریابی برونگرا یا وقفه‌ای (به انگلیسی: Interruption marketing or outbound marketing) ترویج یک محصول از طریق، تبلیغات، روابط عمومی و فروش است.
بازاریابی برونگرا یک روش سنتی بازاریابی است که به موجب آن شرکت‌ها بر روی یافتن مشتری از طریق تبلیغات تمرکز می‌کنند.

## انواع بازاریابی برونگرا
بازاریابی برونگرا می‌تواند از طریق تکنیک‌های مختلف پیگیری شود، مانند:
- فیس بوک: تبلیغ یک کالا یا خدمات در خبرخوان‌ها یا جاهای دیگر در بستر اپ
- بازاریابی از راه دور: اقدام برای تبلیغ کالا یا خدمات از طریق تلفن
- تبلیغات رسانه‌های چاپی: تبلیغ یک محصول از طریق روزنامه‌ها یا مجلات
- تماس سرد: تماس با مشتریان بالقوه ای که چند وقت با کسب و کار در ارتباط نبودند
- پست مستقیم: بخشنامه‌های تبلیغاتی که مستقیماً از طریق پست ارسال می‌شوند
- هرزنامه پست الکترونیکی: نامه‌های الکترونیکی ارسال شده به لیست‌های پستی بزرگ
- تبلیغات تلویزیونی/رادیویی: تبلیغ محصول از طریق تلویزیون و رادیو

## مزایا
سودمندی بازاریابی برونگرا برای یک کسب و کار بستگی به آنچه شرکت می‌خواهد به آن برسد دارد. اگر شرکت سرمایه کافی برای سرمایه‌گذاری در یک کمپین تبلیغاتی داشته باشد و مدیریت بخواهد نتایج سریع داشته باشد، بازاریابی برونگرا ممکن است مناسب‌ترین باشد. اکثر مشاغل برای به دست آوردن سود خود به بازاریابی وقفه وابسته هستند. سایت پرو نیوز اظهار کرده‌است که تفاوت اصلی بین بازاریابی اجازه ای و برونگرادر این است که بازاریابی برونگرانتایج سریع را ارائه می‌دهد و روش علمی تری برای اندازه‌گیری فروش فراهم می‌کند.